# أوليفر دودن
أوليفر جيمس دودن (بالإنجليزية: Oliver Dowden) (من مواليد 1 أغسطس 1978) هو سياسي بريطاني شغل منصب مستشار دوقية لانكستر منذ أكتوبر 2022. كان عضوًا في البرلمان عن هيرتسمير منذ عام 2015.